# Farah Rumy
Farah Rumy MP (nascida a 28 de dezembro de 1991) é uma política, enfermeira e especialista médica suíça nascida no Sri Lanka. Em março de 2021 foi eleita para o Conselho Cantonal de Solothurn. Ela foi a primeira pessoa nascida no Sri Lanka a ser eleita para um parlamento cantonal suíço.

## Biografia
Farah nasceu em Colombo, Província Ocidental, Sri Lanka. Ela estudou no Colégio do Bispo antes de se mudar para a Suíça com os seus pais aos seis anos de idade.

## Carreira
Após receber o Diploma Federal Avançado de Ensino Superior em Enfermagem, realizou um estágio como enfermeira. Ela também tornou-se especialista em saúde na Unidade de Cardiologia do Hospital Cantonal em Solothum. Além disso, ela também serviu como presidente da Restessber Grenchen, uma organização beneficente sem fins lucrativos na Suíça que ajuda a reduzir o desperdício de alimentos.
Em quinto lugar na lista eleitoral do Partido Social Democrata da Suíça, Rumy entrou no Conselho Cantonal de Solothurn com 3522 votos. Então, ela tornou-se na primeira cingalesa a ser eleita para o parlamento suíço.